# Mihail Mihailov
Mihail Mihailov, né le 13 septembre 1997 à Troyan, est un coureur cycliste bulgare.

## Palmarès
- 2018
  - 2e du championnat de Bulgarie sur route espoirs
  - 3e du championnat de Bulgarie du contre-la-montre espoirs

## Classements mondiaux
| Année           | 2017 |
| --------------- | ---- |
| UCI Europe Tour | 922e |